# Guido Brunetti
Guido Brunetti (Fraine, 22 maggio 1937) è uno psicologo e scrittore italiano.

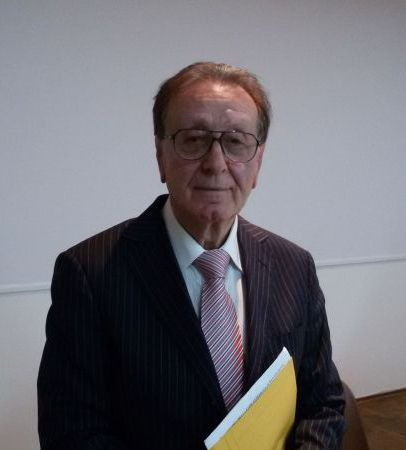
Guido Brunetti durante una sua conferenza

Umanista-scienziato, professore universitario e scrittore, Guido Brunetti vive e lavora a Roma. Ha tenuto lezioni nelle Università di Roma, Lecce e Salerno. È autore di numerosi libri e saggi che spaziano nei diversi campi delle neuroscienze, della psichiatria e della psicoanalisi. Brunetti è stato definito da autorevoli neuroscienziati un “umanista-scienziato” (Vizioli) e “uno dei pochi autori capace di scrivere un libro sul cervello e la mente” (Boncinelli). L’ampia produzione scientifica insieme con le eccellenti valutazioni da parte della critica fanno “appartenere Brunetti al pantheon dei classici della letteratura neuroscientifica” (D’Aloisio).

## Biografia

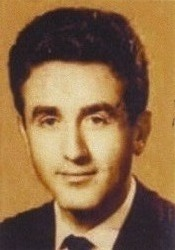
Brunetti a 23 anni

La sua biobibliografia risulta vasta e poliedrica. Nasce a Fraine (Chieti) da Maria Pellicciotta e Valentino Brunetti, combattente decorato della Prima e della Seconda guerra mondiale, una vita segnata da lunghi, laceranti anni di sofferenze e prigionia culminati con la tragedia della morte. La sua figura diventerà modello permanente nella sua formazione intellettuale, morale e spirituale. In questo percorso evolutivo, sua madre- il volto mite ed empatico- si pone come archetipo che reca con sé un influsso numinoso. Sposato con Anita D’Aloisio, psicologa, ha due figli: Valentino, avvocato, e Marcello, medico e chirurgo vascolare.
A 11 anni, lascia definitivamente il suo paese d’origine e si trasferisce a Nemi, alle porte di Roma, dove studia nel collegio dei Mercedari sino alla soglia del liceo. Dopo la maturità, studia nelle Università di Napoli, Urbino e Lecce, dove si laurea con una tesi sul trattamento e il recupero dei minori disadattati e insufficienti mentali. Nel 1970, consegue la specializzazione in psicologia nell’Università di Torino.
Nel 1960, vince un concorso nel Ministero di Grazia e Giustizia e lavora negli istituti minorili nell’ambito dell’osservazione scientifica e della riabilitazione degli adolescenti ricoverati per disturbi della condotta e per motivi giudiziari.
Nel 1970, viene trasferito a Roma per occuparsi nel suddetto dicastero dell’organizzazione e del funzionamento dell’attività di criminologi e psicologi nelle carceri italiane. Come esperto collabora con il Tribunale di Roma e per alcuni anni viene assegnato alla Presidenza del Consiglio dei Ministri, dove si interessa alla condizione giovanile in Italia e in Europa.
Si tratta di una lunga e straordinaria esperienza professionale ed intellettuale, che gli permette di approfondire sia i meccanismi consci e inconsci del comportamento umano, normale e patologico, sia la struttura e il funzionamento del cervello e della mente. Questo ampio e variegato itinerario professionale riflette l’evoluzione dei suoi molteplici interessi culturali e scientifici. Che spaziano dapprima nel campo delle pedagogie speciali poi in quello della psicologia, della psicoanalisi e della psichiatria e infine nel settore delle nuove neuroscienze. Le quali, a partire dagli anni Novanta del secolo scorso, diventano la materia principale delle sue ricerche, dei suoi libri e dei suoi saggi.
Nel 1980, si dimette dal Ministero di Grazia e Giustizia ed esercita l’attività psicoterapeutica di diagnosi e cura dei disturbi  mentali sia come libero professionista che presso Istituti medico-psico-pedagogici, Consultori familiari, Centri di riabilitazione neurologica. Intensa anche la sua attività di scrittore. Pubblica i suoi primi libri: “Il disegno nella vita del fanciullo” (1972), “La condizione giovanile e il disadattamento” (1974), “Assistenza all’infanzia” (1975), “Questioni di psicopatologia” (2002).

## La concezione trinitaria della persona
Uno degli aspetti fondamentali del suo pensiero è la concezione trinitaria, trialistica, della persona. Al monismo materialista dell'homo natura di Freud, dell'homo neuronale del riduzionismo neuroscientifico e al dualismo classico di Platone, Aristotele, Agostino, Tommaso d'Aquino sulla distinzione tra anima e corpo, Brunetti introduce il concetto di homo persona. All'uomo razionale cartesiano, che vive a due dimensioni, quella fisica e quella psichica (soma e psyché), egli annette l'irrinunciabile natura spirituale (spiritualis natura). È l'uomo a tre dimensioni. Che si manifesta come sostanza, io, coscienza, soggetto ontologico, esistenza, soggettività, spirito, pensiero. Sono entità immateriali, le quali non coincidono necessariamente con il soma e la psiche e sono finora “indimostrabili” poiché non sono “spiegabili” con i metodi sperimentali, empirici.
Invero, il concetto di persona trova una sua definizione in molteplici discipline, come filosofia, antropologia, teologia, psicoanalisi, sociologia, diritto. Il tema viene introdotto in filosofia dallo stoicismo, approfondito dal cristianesimo e proseguito dal pensiero moderno e contemporaneo soprattutto con il personalismo e l'esistenzialismo.
L'homo persona in Brunetti è inteso come distinzione irriducibile fra cervello, psiche e mente, essendo fornito di una qualità manifestamente incorporea, che costituisce un elemento essenziale dell'individuo. Questa terza dimensione - afferma l'autore - trascende il corpo, è al di sopra della sostanza materiale, ma si “incarna” (embodied) nel cervello, si materializza, senza perdere il suo carattere spirituale.
Non c'è mente senza cervello, non si può pensare - spiega Brunetti - in mancanza di cervello. Ma il cervello non è l'io, non può essere identificato con il pensiero. L'attività cerebrale non spiega il pensiero, come già avevano intuito Socrate e Platone e poi i neuroscienziati Sherrington e J. Eccles e infine altri autori, fra i quali Heidegger, Binswanger e Popper.
È la persona, in quanto individualità originale, specifica e irripetibile, e non il cervello che esiste, pensa, vede, ama, odia, soffre, gioisce. È la persona che trascende il proprio modo di essere e di “esserci” (Dasein) nel mondo. L'esistenza viene dunque a porsi come dimensione ontologica. Questo concetto conduce l'autore a definire la persona come sostanza, soggetto ontologico.
L'essere umano appartiene a due tipologie dalle proprietà “distinte”: è un oggetto biologico e dunque soggetto alle leggi fisiche, ma egli possiede anche proprietà mentali, le quali “non sono soggette, come concorda il neuro scienziato M. Gazzaniga, alle leggi fisiche. C'è il mio “corpo”, un oggetto materiale, ma c'è anche una essenza invisibile, senza corpo, che è l'animo, lo spirito, gli stati soggettivi. Il corpo senza queste qualità è un “nulla”. Io sono il corpo che “ho” (korper), ma anche, come concorda Binswanger, il corpo che “sono” (leib).
L'homo persona di Guido Brunetti è quindi un corpo biologico, una entità psichica e una essenza immateriale “non osservabile”: tre cose in una. Egli è interessato non soltanto, come Freud, al “pianterreno e al sotterraneo dell'edificio”, ma anche ai “piani superiori” dell'essere umano e della sua vita spirituale.
È una concezione che si rivela- afferma Tonino Cantelmi, docente di psichiatria nell’Università La Sapienza di Roma- “un decisivo superamento sia del riduzionismo neuro scientifico sia del riduzionismo delle scienze umane”. “Il professor Brunetti- aggiunge- è noto per aver elaborato la teoria trinitaria della persona umana”, che rappresenta “un contributo fondamentale soprattutto in un’epoca in cui molte idee mettono in discussione il concetto di umano”. Il testo è “un esempio di transdisciplinarità in cui convergono saperi diversi che assurgono a una sintesi unitaria su temi complessi e affascinanti”. A sua volta, Giulio Maira, neuroscienziato di fama internazionale, sostiene che Brunetti “aggiunge tanti importanti tasselli alle nostre conoscenze” nell’intento di “chiarire i punti oscuri che riguardano il cervello, la mente e la coscienza”, cercando di “dare riposte ai profondi quesiti scientifici e filosofici a essi connessi”.

## L’opera al vaglio della critica
Neuroscienziati e studiosi di varia formazione culturale hanno esaminato l’opera di Guido Brunetti, mettendo in evidenza molteplici elementi che la caratterizzano. Il neuro scienziato, Raffaello Vizioli, scrive che “l’opera del collega Brunetti si pone nell’alveo di un meraviglioso filone di studi diretto a perseguire il più alto imperativo morale della scienza, quello di applicare le nostre conoscenze per trarne il massimo beneficio per l’umanità”. Da parte sua, Francesco Bruno, docente di psichiatria, afferma che il suo itinerario professionale e scientifico presenta “feconde diramazioni e ampie aperture epistemologiche con forti richiami etici”. L’autore riesce ad impegnarsi- prosegue- “in uno dei traguardi più audaci a cui uno studioso può ambire: esprimere una scrittura, agglutinando saperi diversi, fatto che pone Brunetti tra i più competenti ed interessanti autori nel campo delle neuroscienze”. I suoi scritti- spiega Nicola Coco- “costituiscono un’opera estremamente poliedrica ed articolata, in ragione sia della sua vastità di aree di incidenza sia della consistente omogeneità di indagine”. Un’opera “ricca di conoscenze neuro scientifiche, psichiatriche, psicoanalitiche e filosofiche”, le quali- spiega Vincenzo Rapisarda- esprimono una “cultura universale”. Brunetti- conclude il neuro scienziato Edoardo Boncinelli- è “uno dei pochi autori capace di scrivere un libro sul cervello, la mente e la coscienza”.

## I Libri
- Dal neurone al pensiero all'anima (2024).
- Guido Brunetti. La vita e le opere (2023).
- Il Cucciolo Kimy, il cervello umano e il cervello animale.
- Fascino e mistero del cervello e della mente, Campanotto Editore, Pasian di Prato 2020.
- Le ali dell'anima. Dal neurone al pensiero, Edizioni Neuroscienze.net, Roma, 2015.
- Quel fascino ambiguo del cervello, Campanotto Editore, Pasian di Prato 2013.
- Le misteriose finestre dell'anima: gli ultimi, straordinari progressi sul cervello e la mente, Pasian di Prato, Campanotto Editore, 2011.
- Basi neuroscientifiche dei processi educativi e socio-culturali, in AA.VV., Pedagogia sociale, Edizione Pensa, Lecce 2009.
- Pillole per vivere sereni e felici, Pasian di Prato, Campanotto Editore, 2007.
- Più grande del cielo, più profondo del mare, Roma, Edizioni universitarie romane, 2006.
- I colori della mente, Roma, Edizioni Associate, 2004.
- Questioni di psicopatologia, Cosenza, Pellegrini Editore, 2002.
- Sviluppo umano e sua patologia, Roma, 1996.
- Casa Giocosa. Attività riabilitativa nel recupero psicopedagogico del ragazzo con handicap psichico, Roma, Edizioni Kappa, 1990. (Et al.)
- 7 Nobel per un futuro, Roma, Edizioni Teknos, 1990. (Et al.)
- Il codice della mente, Edizioni Sigma-tau 1986. (Et al.)
- Psicoanalisi ed arte, Vasto, Edizioni Marval, 1982.
- Lo sviluppo psichico del bambino, Porto P. Picena, Edizioni Istituto di riabilitazione, 1981.
- Problemi di ristrutturazione della giustizia, Macerata, Edizioni Biemmegraf, 1978. (Et al.)
- Studi in materia di riabilitazione in ambito penale, Lodi, Associazione S. Maria delle Grazie, 1976.
- Assistenza all'infanzia: problema aperto, Valmar, 1975.
- Studi e orientamenti sull'assistenza carceraria e post-carceraria, Edizioni Assoc. S.M. delle Grazie, Lodi 1975
- La condizione giovanile e il disadattamento, Collezione: Saggi di pedagogia, Urbino, Argalia, 1974.
- Il disegno nella vita del fanciullo: indagine psicologica, Collezione: Piccola biblioteca pedagogica, Nuova rivista pedagogica, Roma, 1972.
- La casa di rieducazione di Deliceto, Centro Editoria Scolastica E Popolare, Napoli 1971 (Et al.).

## Le odi
- Guido Brunetti ha scritto tre inni: Ode a Nemi, Ode a Viareggio, Ode a Fraine.

Le tre targhe, contenenti le odi, sono state affisse dai rispettivi Comuni sulle pareti di edifici a Nemi, Viareggio e Fraine.